# Communauté de communes La Rochefoucauld - Porte du Périgord
La communauté de communes La Rochefoucauld - Porte du Périgord est une communauté de communes française, située dans le département de la Charente et la région Nouvelle-Aquitaine.

## Historique
Créée à la date du 22 novembre 2016 avec effet le 1er janvier 2017, la communauté de communes La Rochefoucauld - Porte du Périgord se forme à la suite de la fusion des communautés de communes Seuil Charente-Périgord (15 communes) et Bandiat-Tardoire (14 communes).

## Géographie

### Géographie physique
Située à l'est  du département de la Charente, la communauté de communes La Rochefoucauld - Porte du Périgord regroupe 27 communes et présente une superficie de 468,3 km2.

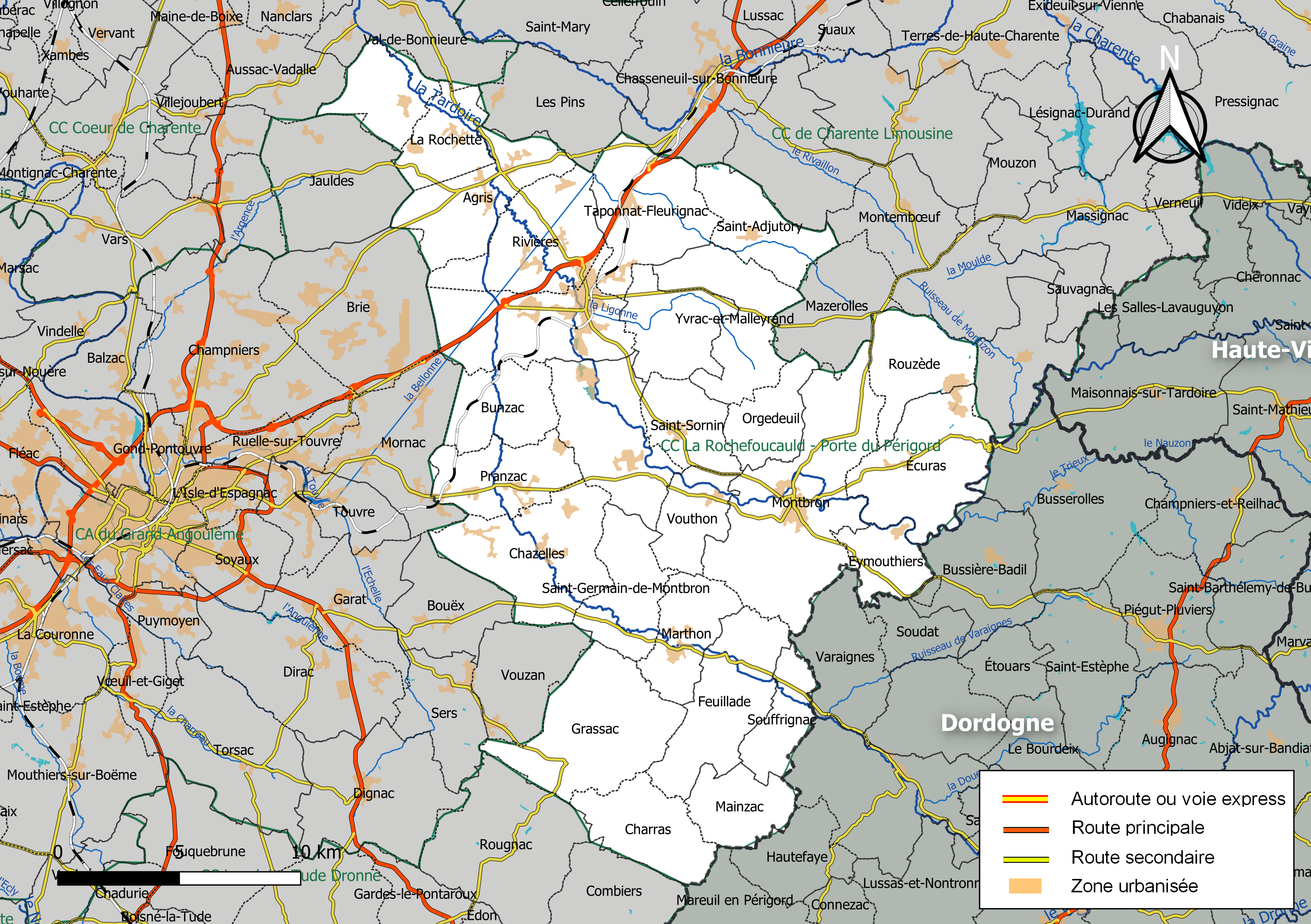
Carte de la communauté de communes La Rochefoucauld - Porte du Périgord au 1er janvier 2019.

### Géographie linguistique

L'intercommunalité (rouge) en Charente
A. Frontière òc/oïl
B. Communes occitanes
C. Communes avec un morceau occitan
D. Communes poitevines-saintongeaises

Située entre le sud de la Charente limousine et le nord-ouest du Périgord, la région de l'intercommunalité parle traditionnellement le limousin, un dialecte de l'occitan.

### Composition

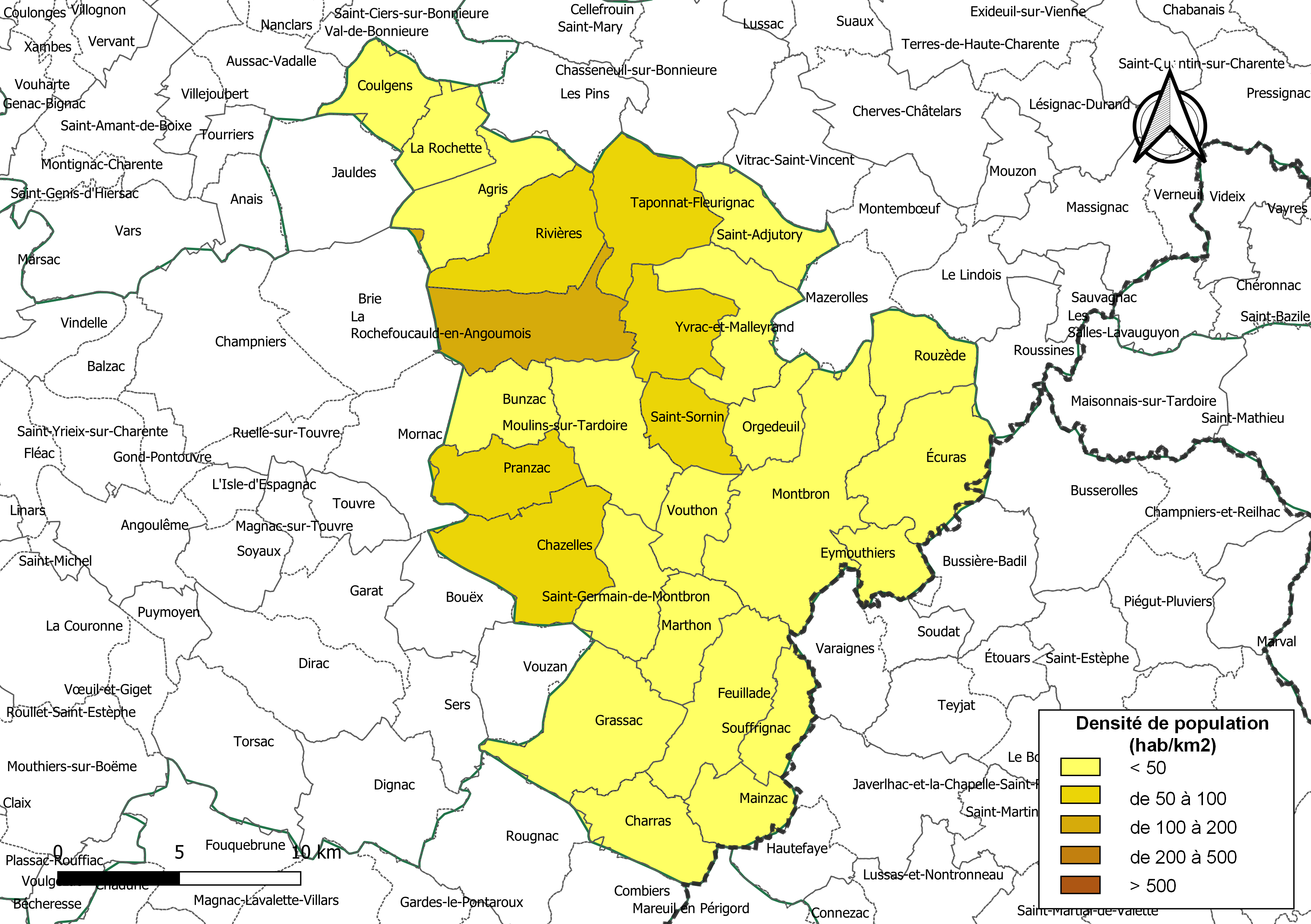
Carte des densités de population (millésimée 2016) des communes de la communauté de communes La Rochefoucauld - Porte du Périgord. Composition en communes au 1er janvier 2019.

La communauté de communes est composée des 27 communes suivantes :

| Nom                           | Code Insee | Gentilé         | Superficie (km2) | Population (dernière pop. légale) | Densité (hab./km2) |
| ----------------------------- | ---------- | --------------- | ---------------- | --------------------------------- | ------------------ |
| Montbron (siège)              | 16223      | Montbronnais    | 43,34            | 1 995 (2022)                      | 46                 |
| Agris                         | 16003      | Agritois        | 18,74            | 875 (2022)                        | 47                 |
| Bunzac                        | 16067      | Bunzacois       | 13,32            | 453 (2022)                        | 34                 |
| Charras                       | 16084      |                 | 15,12            | 346 (2022)                        | 23                 |
| Chazelles                     | 16093      | Chazellois      | 25,8             | 1 550 (2022)                      | 60                 |
| Coulgens                      | 16107      |                 | 11,7             | 557 (2022)                        | 48                 |
| Écuras                        | 16124      | Écurassiens     | 24,22            | 542 (2022)                        | 22                 |
| Eymouthiers                   | 16135      | Moustériens     | 8,68             | 325 (2022)                        | 37                 |
| Feuillade                     | 16137      | Feuilladois     | 21,83            | 284 (2022)                        | 13                 |
| Grassac                       | 16158      |                 | 28,23            | 303 (2022)                        | 11                 |
| Mainzac                       | 16203      | Mainzacois      | 11,29            | 123 (2022)                        | 11                 |
| Marillac-le-Franc             | 16209      | Marillacois     | 14,49            | 823 (2022)                        | 57                 |
| Marthon                       | 16211      | Marthonnais     | 12,82            | 547 (2022)                        | 43                 |
| Moulins-sur-Tardoire          | 16406      |                 | 21,88            | 804 (2022)                        | 37                 |
| Orgedeuil                     | 16250      |                 | 10,39            | 208 (2022)                        | 20                 |
| Pranzac                       | 16269      | Pranzacais      | 15,06            | 885 (2022)                        | 59                 |
| Rivières                      | 16280      | Riviérois       | 21,54            | 2 023 (2022)                      | 94                 |
| La Rochefoucauld-en-Angoumois | 16281      | Rupificaldiens  | 24,15            | 4 020 (2022)                      | 166                |
| La Rochette                   | 16282      | Rocheteaux      | 10,99            | 525 (2022)                        | 48                 |
| Rouzède                       | 16290      | Rouzédois       | 14,33            | 232 (2022)                        | 16                 |
| Saint-Adjutory                | 16293      |                 | 14,04            | 493 (2022)                        | 35                 |
| Saint-Germain-de-Montbron     | 16323      | Saint-Germanois | 14,91            | 488 (2022)                        | 33                 |
| Saint-Sornin                  | 16353      |                 | 11,27            | 832 (2022)                        | 74                 |
| Souffrignac                   | 16372      | Souffrignacois  | 9,37             | 149 (2022)                        | 16                 |
| Taponnat-Fleurignac           | 16379      | Taponnacois     | 21,49            | 1 530 (2022)                      | 71                 |
| Vouthon                       | 16421      |                 | 10,38            | 408 (2022)                        | 39                 |
| Yvrac-et-Malleyrand           | 16425      | Yvracois        | 18,9             | 562 (2022)                        | 30                 |

## Administration

### Liste des présidents
| Période      | Période  | Identité            | Étiquette | Qualité            |
| ------------ | -------- | ------------------- | --------- | ------------------ |
| Janvier 2017 | En cours | Jean-Marc Brouillet | SE        | Maire de Chazelles |

### Siège
2, rue des vieilles écoles, 16220 Montbron.

## Démographie
| 1968   | 1975   | 1982   | 1990   | 1999   | 2010   | 2015   | 2021   |
| ------ | ------ | ------ | ------ | ------ | ------ | ------ | ------ |
| 19 160 | 19 415 | 19 720 | 20 289 | 19 881 | 21 769 | 21 937 | 21 773 |

## Compétences
Nombre de compétences exercées en 2017 : 8.